# Gero Hütter
Gero Hütter (* 18. Dezember 1968 in Köln) ist ein deutscher Hämatologe.
Hütter und sein Team transplantierten im Jahr 2007 dem HIV-positiven Leukämiepatienten Timothy Ray Brown Knochenmark, in dem ein entscheidender HIV-Rezeptor fehlte. In der Folge war HIV bei ihm nicht mehr nachweisbar. Der Fall erzeugte ein starkes Medienecho, und Hütter wurde einer der „Berliner des Jahres“ 2008 der Berliner Morgenpost.

## Akademischer Werdegang
Gero Hütter studierte nach seinem Zivildienst und einem freiwilligen sozialen Jahr Humanmedizin in Berlin (1992–1998). Im Jahr 2000 wurde er über eine Arbeit zum chemoresistenzassoziierten Veränderungen der Proteinexpression von bösartigen Tumoren promoviert. Anschließend arbeitete er am Charité-Campus Benjamin Franklin als Hämatologe.
Heute ist er ärztlicher Leiter des DKMS Collection Centers in Dresden, dem Entnahmezentrum für Stammzellspenden der gemeinnützigen Organisation.

## HIV-Behandlung durch Knochenmarkstransplantation – der „Berliner Patient“
2009 veröffentlichten Hütter und andere Ärzte der Charité in Berlin einen Artikel über den Fall im New England Journal of Medicine. Ihr Patient Timothy Ray Brown, ein in Berlin lebender US-Bürger, hatte sowohl akute myeloische Leukämie als auch HIV. Die Ärzte fanden einen Knochenmarkspender mit einer CCR5-Δ32 Mutation in beiden genetischen Kopien eines Gens, das einen Chemokinrezeptor (genannt CCR5) auf der Zelloberfläche kodiert. Da „fast alle“ HIV-Stämme den CCR5-Rezeptor nutzen, um eine Wirtszelle zu befallen, verleiht die Mutation Resistenz gegen HIV. Der Patient selbst war heterozygot für CCR5-Δ32. Nach der Transplantation waren die CD4+ T-Zellen in seinem Blut homozygot für CCR5-Δ32. Auch die Makrophagen in seinen Organen, die weiter abweichende Formen von CCR5 zeigten (da sie noch nicht von den Knochenmark-Präkursoren ersetzt worden waren), zeigten keinen nachweisbaren Virenbefall. Nach 600 Tagen ohne antiretrovirale, medikamentöse Behandlung war das HIV-Niveau in Blut, Knochenmark und Organen unter der Grenze der Nachweisbarkeit.
Jay Levy, einer der ersten Forscher, die HIV Anfang der 1980er isolierten und beschrieben, schrieb einen Leitartikel zu Hütters Veröffentlichung im New England Journal of Medicine. Die Reduktion nachweisbarer HI-Viren im Blut und die allmählich steigende Zahl von T-Helferzellen nimmt er darin zwar zur Kenntnis, warnt aber davor diese Behandlung verfrüht als Heilmittel zu bezeichnen.
Schließlich weiß man, dass HIV sich in latenter Form in vielen Organen versteckt, die nicht leicht untersucht werden können, wie Herz und Gehirn. Am Berliner Patienten wurden daher neben einer Hirnbiopsie auch Biopsien an Darm, Leber, Lymphknoten und Knochenmark vorgenommen. Alle waren HIV-negativ. Nach zweieinhalb Jahren ohne Anti-HIV-Medikamente war kein Virus in seinem Körper zu finden. Sein HIV-Antikörper-Niveau war weiter fallend, wie es bei einer Person, die gegen HIV geimpft wurde, zu erwarten ist. Es wird angenommen, dass das Immunsystem des Patienten HIV nicht weiter ausgesetzt war und daher die Konzentration an HIV-Antikörpern im Blut abnahm. Ebenso wurde angenommen, dass sein HIV-Antikörpertest in ein paar Jahren negativ sein würde.
Die Letalitätsrate von Knochenmarktransplantationen kontraindiziert diese Art der Behandlung für HIV-Positive ohne Leukämie oder Lymphome.
Einige Forscher wie Edward Berger vermuten, dass sich eine Resistenz gegen CCR5-Inhibition bilden könnte, wenn CXCR4-Stämme von HIV häufiger werden. Diese nutzen CXCR4 statt CCR5 als Korezeptor und werden so unabhängig von diesem.
Zwar hatte der Patient vor der Behandlung niedrige Level an CXCR4-Viren, danach konnte aber auch dieser Typ HIV nicht weiter nachgewiesen werden. Hütter fand das „sehr überraschend“. Auch Jay Levy befürchtete, dass CXCR4-Viren, die vor der Behandlung nachgewiesen wurden, schließlich doch ausbrechen könnten.
Jay Levy glaubte dennoch, dass dieser Fall „den Weg frei machen könnte, für innovative Ansätze mit langanhaltender viraler Kontrolle und begrenzter Toxizität für Patienten mit HIV-Infektionen“, wenn die starken Risiken der Therapie nur die Anwendbarkeit für wenige Fälle ermögliche.
Am 4. Juni 2010 war Hütters Patient frei von Leukämie und seit 2 Jahren HIV- und krebsfrei. 2020 starb Hütters Patient an seiner wiedergekehrten Leukämie.

## Auszeichnungen
Hütter bekam am 3. Juni 2010 eine Auszeichnung vom AIDS Policy Project, einer Interessengruppe für ein Heilmittel gegen HIV.

## Belege
1. ↑  Mark Schoofs:  A Doctor, a Mutation and a Potential Cure for AIDS - WSJ.com, Online.wsj.com, 7. November 2008. Abgerufen am 29. März 2010
2. ↑  „The Berlin Patient“: Der Mann, der HIV besiegte. stern.de
3. 1 2 3  Mark Schoofs:  A Doctor, a Mutation and a Potential Cure for AIDS, The Wall Street Journal, 7. November 2008. Abgerufen am 9. November 2008
4. 1 2 3  G. Hütter, D. Nowak, M. Mossner, Susanne Ganepola, A. Ganepola, K. Allers, T. Schneider, J. Hofmann, C. Kücherer, O. Blau, I. W. Blau, W. K. Hofmann, E. Thiel: Long-Term Control of HIV by CCR5 Delta32/Delta32 Stem-Cell Transplantation. In: N Engl J Med. 360. Jahrgang, Nr. 7, 2009, S. 692–698, doi:10.1056/NEJMoa0802905, PMID 19213682 (content.nejm.org (Memento des Originals vom 13. Februar 2009 im Internet Archive) [abgerufen am 17. September 2011]).  Info: Der Archivlink wurde automatisch eingesetzt und noch nicht geprüft. Bitte prüfe Original- und Archivlink gemäß Anleitung und entferne dann diesen Hinweis.
5. ↑   Bone Marrow Transplant May Have Cured AIDS Patient, Fox News, 13. November 2008. Abgerufen am 8. März 2009
6. ↑   Bone marrow 'cures HIV patient’, BBC, 13. November 2008. Abgerufen am 8. März 2009
7. ↑   Can a Bone-Marrow Transplant Halt HIV?, Time, 13. November 2008. Abgerufen am 8. März 2009
8. ↑   Bone marrow transplant suppresses AIDS in patient, Reuters, 12. November 2008. Abgerufen am 8. März 2009
9. ↑   Gene therapy promises one-shot treatment for HIV, NewScientist, 18. Februar 2009. Abgerufen am 8. März 2009
10. ↑  Tina Rosenberg:  The Man Who Had HIV and Now Does Not (Memento des Originals vom 12. April 2014 im Internet Archive), New York Magazine, 29. Mai 2011. Abgerufen am 3. Juni 2011  Info: Der Archivlink wurde automatisch eingesetzt und noch nicht geprüft. Bitte prüfe Original- und Archivlink gemäß Anleitung und entferne dann diesen Hinweis.
11. ↑   Berliner des Jahres; 9. Dr. Gero Hütter (Memento des Originals vom 24. Mai 2011 im Internet Archive) In: Berliner Morgenpost, 31. Dezember 2008. Abgerufen am 12. Februar 2009  Info: Der Archivlink wurde automatisch eingesetzt und noch nicht geprüft. Bitte prüfe Original- und Archivlink gemäß Anleitung und entferne dann diesen Hinweis.
12. ↑  Stammzelltransplantation bei HIV: DKMS-Experte Professor Gero Hütter im Gespräch › DKMS Media Center. 3. Mai 2023, abgerufen am 15. Februar 2024 (deutsch).
13. ↑  Unerwarteter Erfolg bei HIV-Therapie. Berliner Handelsblatt/ECONOMY.ONE GmbH, 12. November 2008, abgerufen am 29. März 2010.
14. 1 2 3 4 5 6  JA Levy: Not an HIV Cure, but Encouraging New Directions. In: N Engl J Med. 360. Jahrgang, Nr. 7, 2009, S. 724–725, doi:10.1056/NEJMe0810248, PMID 19213687 (content.nejm.org (Memento des Originals vom 15. Februar 2009 im Internet Archive) [abgerufen am 17. September 2011]).  Info: Der Archivlink wurde automatisch eingesetzt und noch nicht geprüft. Bitte prüfe Original- und Archivlink gemäß Anleitung und entferne dann diesen Hinweis.
15. ↑  The First Man to Be Cured of AIDS: An Update on the Amazing Story. The Body; This Month in HIV
16. ↑   HIV 'cure' won’t save sick millions, NewScientist, 14. November 2008. Abgerufen am 8. März 2009
17. ↑   Man appears free of HIV after stem cell transplant, CNN, 11. Februar 2009. Abgerufen am 8. März 2009
18. ↑  Über Axel Schock Axel Schock, freier Autor und Journalist, schreibt seit 2010 Beiträge für aidshilfe de und magazin.hiv: Der Hoffnungsträger – zum Tod von Timothy Ray Brown. In: magazin.hiv. 2. Oktober 2020, abgerufen am 15. Februar 2024 (deutsch).
19. ↑  German Doctor Honored For First Functional Cure For Hiv/Aids.

| Personendaten    | Personendaten        |
| ---------------- | -------------------- |
| NAME             | Hütter, Gero         |
| KURZBESCHREIBUNG | deutscher Hämatologe |
| GEBURTSDATUM     | 18. Dezember 1968    |
| GEBURTSORT       | Köln                 |